# ۴۳۸۰ گیر
سیارک ۴۳۸۰ (به انگلیسی: 4380 Geyer، نامگذاری:1988PB2) چهار هزار و سیصد و هشتادمین سیارک کشف شده‌است که در ۱۴ اوت ۱۹۸۸ کشف شد.
قدر مطلق سیارک برابر ۱۱٫۸۰ است.